# Igor Žuržinov
Igor Žuržinov (in serbo Игop Жуpжинов?; Pančevo, 30 maggio 1981) è un ex calciatore serbo, di ruolo difensore.

## Caratteristiche tecniche
Terzino sinistro, può svolgere anche il ruolo di esterno sulla stessa fascia.

## Carriera
Vanta 8 presenze nelle competizioni calcistiche europee.